# Венис-Гарденс (Флорида)
Венис-Гарденс (англ. Venice Gardens) — статистически обособленная местность, расположенная в округе Сарасота (штат Флорида, США) с населением в 7466 человек по статистическим данным переписи 2000 года.

## География
По данным Бюро переписи населения США статистически обособленная местность Венис-Гарденс имеет общую площадь в 6,99 квадратных километров, из которых 6,47 кв. километров занимает земля и 0,52 кв. километров — вода. Площадь водных ресурсов округа составляет 7,44 % от всей его площади.
Статистически обособленная местность Венис-Гарденс расположена на высоте 4 м над уровнем моря.

## Демография
| Год переписи        | Нас. |  | %±    |
| ------------------- | ---- |  | ----- |
| 1980                | 6568 |  | —     |
| 1990                | 7701 |  | 17,3% |
| 2000                | 7466 |  | −3,1% |
| 1980–2000 Источник: |      |  |       |

По данным переписи населения 2000 года в Венис-Гарденс проживало 7466 человек, 2342 семьи, насчитывалось 3528 домашних хозяйств и 3836 жилых домов. Средняя плотность населения составляла около 1068,1 человек на один квадратный километр. Расовый состав населённого пункта распределился следующим образом: 97,43 % белых, 0,40 % — чёрных или афроамериканцев, 0,08 % — коренных американцев, 1,25 % — азиатов, 0,70 % — представителей смешанных рас, 0,15 % — других народностей. Испаноговорящие составили 1,34 % от всех жителей статистически обособленной местности.
Из 3528 домашних хозяйств в 16,8 % воспитывали детей в возрасте до 18 лет, 55,7 % представляли собой совместно проживающие супружеские пары, в 8,1 % семей женщины проживали без мужей, 33,6 % не имели семей. 28,4 % от общего числа семей на момент переписи жили самостоятельно, при этом 19,4 % составили одинокие пожилые люди в возрасте 65 лет и старше. Средний размер домашнего хозяйства составил 2,12 человек, а средний размер семьи — 2,52 человек.
Население статистически обособленной местности по возрастному диапазону по данным переписи 2000 года распределилось следующим образом: 14,5 % — жители младше 18 лет, 3,9 % — между 18 и 24 годами, 19,1 % — от 25 до 44 лет, 25,3 % — от 45 до 64 лет и 37,2 % — в возрасте 65 лет и старше. Средний возраст жителей составил 55 лет. На каждые 100 женщин в Венис-Гарденс приходилось 86,4 мужчин, при этом на каждые сто женщин 18 лет и старше приходилось 84,2 мужчин также старше 18 лет.
Средний доход на одно домашнее хозяйство статистически обособленной местности составил 38 807 долларов США, а средний доход на одну семью — 45 911 долларов. При этом мужчины имели средний доход в 28 790 долларов США в год против 26 000 долларов среднегодового дохода у женщин. Доход на душу населения статистически обособленной местности составил 38 807 долларов в год. 3,3 % от всего числа семей в населённом пункте и 5,8 % от всей численности населения находилось на момент переписи населения за чертой бедности, при этом 14,9 % из них были моложе 18 лет и 2,8 % — в возрасте 65 лет и старше.